# Pedro Siza Vieira
Pedro Siza Vieira (Lisboa, 14 de julio de 1964) es un abogado y político portugués. Asumió el cargo de ministro Adjunto de Portugal el día 21 de octubre de 2017, acumulando las funciones de ministro de Economía el 15 de octubre de 2018. Actualmente, es ministro de Economía y de Transición Digital en el Segundo Gobierno Costa.

## Biografía
Pedro Gramaxo de Carvalho Siza Vieira es hijo de António Carlos de Melo Siza Vieira y de su mujer, Maria Irene de Silva Gramaxo de Carvalho, sobrino paterno de Álvaro Siza. Nació el 14 de julio de 1964 y estudió Derecho en la Facultad de Derecho de la Universidad de Lisboa, de la que egresó en 1987. Tras acabar sus estudios, trabajó en la compañía de seguros Império, dio clases en la misma facultad donde estudió y colaboró en un bufete de abogados.
En 1988, Magalhães e Silva, entonces recién nombrado secretario adjunto para la Administración y la Justicia de Macao, al formar su equipo de trabajo, pidió a António Costa que le recomendara alumnos de Derecho, siendo Siza Vieira uno de los recomendados, juntamente con Diogo Lacerda Machado y Eduardo Cabrita, hoy su compañero de Gobierno, como ministro de Administración Interna. A estos se juntó más tarde Jorge Costa Oliveira, actual secretario de Estado de Internacionalización.
Siza Vieira permaneció en Macao durante dos años, regresando a Lisboa en 1990, donde finalizó su estadía en un bufete de abogados. Comenzó entonces a trabajar en la Cámara Municipal de Lisboa, como asesor jurídico de Jorge Sampaio, que entonces servía como presidente de la autarquía, ejerciendo esas funciones hasta 1992.
Fue militante del Partido Socialista en la primera mitad de la década de 1990, abandonando después la militancia para dedicarse a la abogacía.
Entre 1992 y 2001, pasó a integrar la entonces J. M. Galvão Teles, Bleck, Pinto Leite & Associados, hoy Morales Leitão, Galvão Teles, Soares da Silva & Associados — MLGTS. Salió de la empresa en 2001, con un equipo de socios, para fundar Bleck, Soares, Siza, Cardoso, Correia & Associados (BSC), que se disolvió en 2002, para dar origen a Linklaters Portugal. Entre 2006 y 2016, fue managing partner de Linklaters, sucediendo a Jorge Bleck en esa posición. En la calidad de socio de Linklaters, participó en informe Oitante, sociedad que se quedó con los activos tóxicos del Banco Internacional de Funchal. Fue también a través de esta firma que asesoró a Humberto Pedrosa en la privatización de la compañía TAP Air Portugal, de que es hoy accionista.
Entre 2008 y 2011, fue miembro de la dirección de la Asociación de Sociedades de Abogados de Portugal y desde 2013 preside la Asociación Portuguesa de Arbitraje.
Desempeñó diversos cargos en el XXI Gobierno Constitucional de Portugal.
El 18 de octubre de 2017, fue nombrado ministro adjunto del XXI Gobierno Constitucional, en sustitución de Eduardo Cabrita, nombrado ministro Adjunto.
Está casado con Cristina Siza Vieira, presidenta ejecutiva de la Asociación de la Hostelería de Portugal (AHP).

## Controversias
El 5 de noviembre de 2020 se informó que era objeto de una investigación por parte del Secretario de Estado Adjunto y de la Energía, João Galamba, y de otras miembros del Gobierno, dirigida por el Departamento Céntrico de Investigación y Acción Penal (DCIAP) y la Unidad Nacional de Combate contra la Corrupción (UNCC) de la Policía Judicial (PJ), por indicios de tráfico de influencias y de corrupción, entre otros crímenes económico-financieros, especialmente en relación con el consorcio EDP/Galp/REN en el proyecto de hidrógeno verde para Sines.